# .ht
.ht는 아이티의 인터넷 국가 코드 최상위 도메인이다.
공식적으로 공개된 2차 도메인은 다음과 같다:
- com.ht: 상용, 등록 상표
- edu.ht: 교육 기관
- net.ht: 인터넷 관련 서비스 (ISP, 웹 호스팅, 포털 사이트 등)
- org.ht: 비영리 단체

ht는 또한 아이티어의 언어 코드이기도 하다.